# Ehecatotontli
Les Ehecatotontli sont, (appelés aussi Ehecatotontin) dans la mythologie aztèque, les personnifications des vents, les fils d'Ehecatl, le dieu du vent. Lesquels sont appelés Mictlanpachecatl (le vent du Nord), Cihuatecayotl (le vent de l'Ouest), Tlalocayotl (le vent de l'Est), Vitztlampaehecatl (le vent du Sud).